# Iglesia de Santa María y San Roque
La iglesia de Santa María y San Roque es un edificio sagrado ubicado en Pitigliano, en la provincia de Grosseto.

## Historia y Descripción
Es quizás la iglesia más antigua de Pitigliano, que data del siglo XII o el siglo XIII, probablemente reconstruida por Giovanni da Trogir Dalmatian, a instancias de Nicolás III Orsini, a finales del siglo XV.
La fachada, de sobria arquitectura renacentista tardía, está adornada en su parte inferior por cuatro pilastras corintias y un pórtico. En el lado izquierdo, la iglesia conserva un arquitrabe del edificio medieval sobre el que se construyó. El interior, de planta trapezoidal, tiene tres naves divididas por columnas jónicas, de las cuales la central es estrecha y alta, mientras que las laterales se ensanchan desde la fachada hasta la parte inferior.

## Enlaces externos

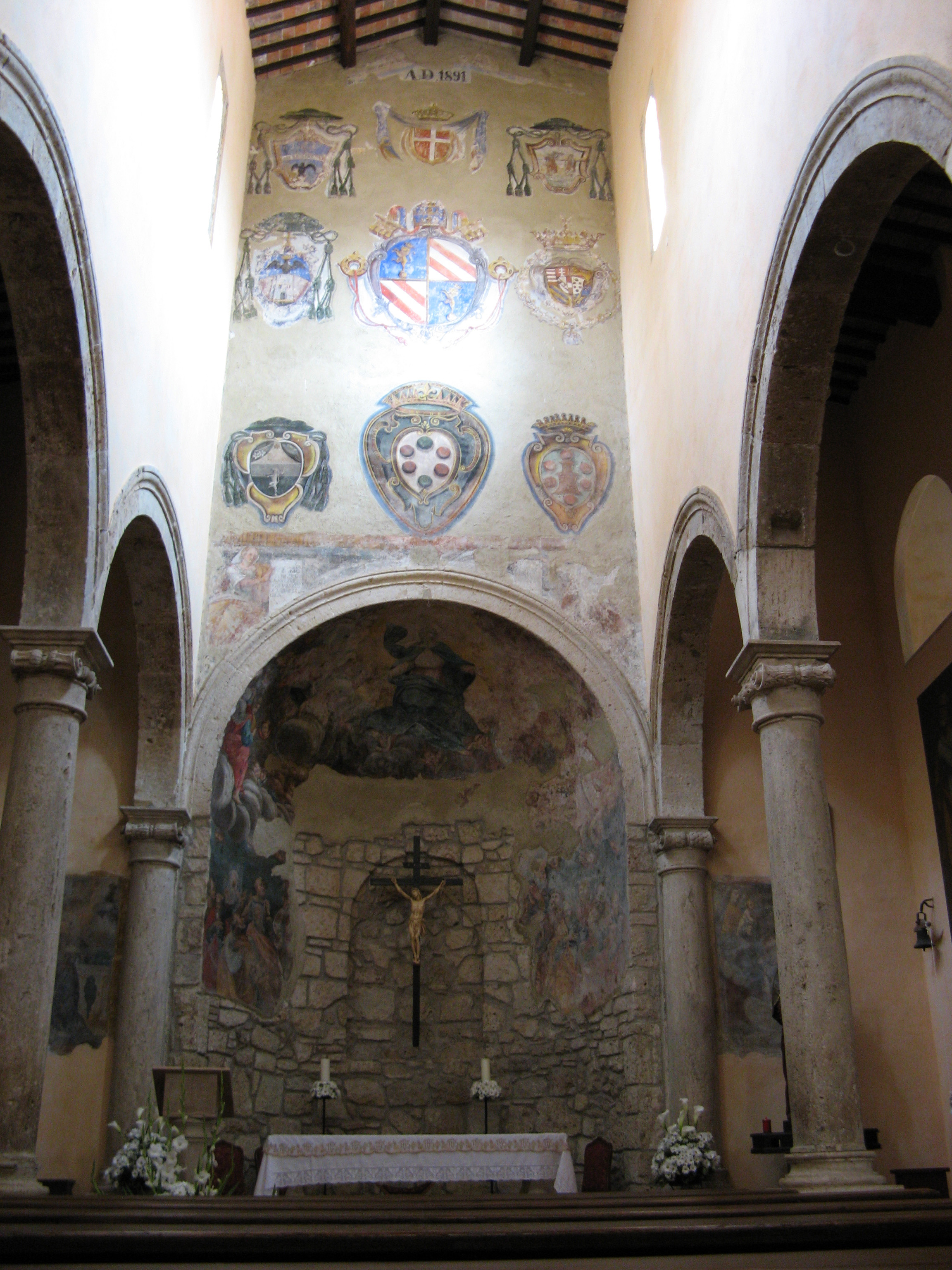
Interior de la Iglesia